# Ји ђинг
Ји ђинг (кин: 易經, yì jīng — књига промена) спада у најстарије класичне кинеске текстове. Написана је 1000. година пре наше ере, и као суштина мудрости, током 3000 година служила је као приручник за прорицање будућности.

## Увод
Ји ђинг представља невероватну комбинацију математичке проницљивости и психолошке интуиције и међу великим књигама света Ји ђинг заузима јединствено место. Он није само једна од најстаријих књига које су икада написане, већ представља и поимање света који се знатно разликује од свих других система мишљења на Истоку и оних који су изложени у разним записима човечанства, а не противуречи им.
Разлог треба тражити у томе што се Ји ђинг не заснива на верском учењу, божанском откровењу или племенском закону и фолклору, већ на посматрању природе и човековог живота, међусобног деловања универзалних закона и понашања људске јединке, слободне воље и судбине.
Творци Ји ђинга, који није дело једног аутора — мада има аутора који наводе да је то дело 伏羲 Fú Xī (Фу Хси) 2852. п. н. е. до 2738. п. н. е. — већ сабрана мудрост многих генерација, која је успешно примењивана и употребљавана у распону од најмање 3000 година, прихватили су промене као природан ред ствари, праву природу живота.

## Филозофија
Ји ђинг спада у једину књиге древних мудрости које не потенцирају непроменљиво и вечно, која не сматра да је постојаност нешто што је највиши идеал човека и његов коначни циљ, већ насупрот томе, у само средиште свог посматрања и тумачења ставља промене као нешто што је бит у развоју човека, време усваја као саставни део свих промена.
Време, за Ји ђинг није ни разорна, а ни негативна сила. Време није нешто због чега би требало стрепети и од чега би се требало бојати, време је само бит и суштина живота и оно се не супротставља вечном. Време је ту да се и вечно — оно што је било и оно што ће бити — кроз само време непрестано открива.
Ји ђинг нам открива и показује да промене нису узрок несрећа које нас окружују, да промене нису узроком патњи и да промене нису само пролазност и непостојаност. Промене су, за разлику од оних који у стабилном, и вечном траже и виде једини принцип, нешто што је суштински смисао живота, да оне у себи садрже све елементе постојаности, онај дубоки смисао живљења и вечни принцип који човек покушава да открије изван овог света — у сфери трансценденталне стварности.
Ко у томе успе и ко схвати праве принципе и значења промена, ко схвати законе преображаја, постаје господар своје судбине.
Да би се у томе успело мора се из себе извући све оно вековима заборављено, дубоко потиснуто у свести данашњег модерног човека. Мора се, као некада у давна времена, бити у стању које је слично некој врсти транса, медитације. У стању у коме се дубинска свест ослобађа свих спољних утицаја, пролазних жеља и свега онога што нам долази из свакодневног живота. Само тако ми смо свесни свега онога што може да одреди нашу будућност. Само тако ми смо у стању да правилно протумачимо све симболе и све архетипове.
Сви ти симболи се мењају и зависе од културних, расних историјских и свих других наслеђа које сваки појединац носи у себи, сем ако они, без обзира на културу, расу и друштвене услове не припадају оним универзалним архетиповима који вреде за све културе, просторе и за сва људска бића. Тумачење тих симбола, пре свега зависи од свеукупног познавања значења симбола, као и о способности схватања како да их применимо и којег су они порекла.
Некада, у давна времена, тумачења и значења симбола и њихових међусобних односа су тумачили разни свештеници, видовњаци и пророци, а данас, ако желимо да се користимо свим тим старим искуствима и знањима која су сачувана у књигама каква је и књига Ји ђинг, прво морамо врло пажљиво проучити језик симбола којим су се они служили, и тек тада да покушамо да све то, пре свега прилагодимо, па тада протумачимо данашњим психолошким језиком. Да узмемо у обзир све разлике у култури, језику и историјским околностима нашег времена.
Поред тога што је Ји ђинг, пре свега древна књига прорицања, он је у току векова попримио још један, можда и значајнији аспект — преобразио се у књигу која нам помаже да појмимо један нови филозофски поглед на живот. Сам ритуални део и тумачења која су дата у књизи могу нам помоћи да предвидимо и одгонетнемо оно што је сакривено у нашој подсвести, али правилним одгонетањем и познавањем закона преображаја — закона промена, омогућиће нам да предвидимо неки вероватни ток будућих дешавања и збивања у нашем животу, јер знамо одакле полазимо и где нам је циљ.
Тако тумачећи Ји ђинг ми нисмо само следбеници предсказаног, већ слободном вољом одлучујемо о ономе шта нам је чинити. Ји ђинг, тада није књига која нас потчињава, већ он постаје само још један, у низу инструмената наше слободне воље. Он нам омогућава да комбинујемо наше искуство и нашу интуицију са логиком и разумом и да све то применимо на дате ситуације, а не да нешто прижељкујемо или да се препустимо емоционалном расуђивању. Ми сами преузимамо одговорност за наше коначне одлуке. То је оно што Ји ђинг издваја и уздиже на један други ниво — ниво духовности и филозофије живота, јер он није прост систем предсказивања или прорицања судбине у којој смо ми лишени одлучивања и где чекамо на то шта ће нам се и када догодити.
Ји ђинг се не служи прорицањем само да би нам указао на то шта је то што нас чека у будућности, он нам помаже да на светлост дана изнесемо, у нама већ присутне, али прикривене тенденције ума и то на светлост свесног поимања, како бисмо сами одлучили и свесно изабрали најбољи ток делања, а који је у потпуном складу са животним околностима. На такав начин човек у најбољој и највећој мери користи и сарађује са околностима које га окружују и чини их својим сарадницима у креирању своје будућности.
- „Морепловац није у стању да контролише ударе ветра и његову снагу, и није у стању да контролише водене струје, али може да искористи те силе вештом сарадњом са њима”.

## Структура
Предање каже да је легендарни Фу Си први изумео линијске целине књиге. Предање даље приказује да је садашња књига настала после ревизије две раније књиге, такође засноване на хексаграмима, али различите од данашње књиге по редоследу и именима појединих хексаграма. Прва се звала Лиен Сан (употребљавала се у периоду од 2205. до 1766. године пре нове ере), а друга је имала назив Квеј ц`анг (употребљавала се у периоду од 1766. до 1150. године пре нове ере).
Састав данашње Књиге Промена приписује се краљу Вену, оцу династије Џоу (од 1150. до 249. године пре нове ере). Прича се да је он одредио садашњи редослед. Великог мајстора Сунг конфучијанизма, Сао Јунга, његова математичка тачност навела је да изради нову табелу Ји ђинга, у којој поставља хексаграме у један природан систем. 
Сао Јунг полази од две основне линије, светле и тамне, целе и прекинуте.

   
Свакој линији понаособ додаје се једна цела и једна прекинута линија и тако се добијају четири дволинијске целине:

         
Изнад сваког симбола се поново додаје цела и прекинута линија тако да осам триграма имају следећи распоред:
| 卦名 Име | 卦像 Триграм | 自然 Значење |
| -------- | ------------ | ------------ |
| 乾 Qian  |              | 天 Небо      |
| 兌 Dui   |              | 泽 Језеро    |
| 離 Li    |              | 火 Ватра     |
| 巽 Xun   |              | 風 Ветар     |
| 震 Zhen  |              | 雷 Олуја     |
| 坎 Kan   |              | 水 Вода      |
| 艮 Gen   |              | 山 Планина   |
| 坤 Kun   |              | 地 Земља     |

Настављајући на исти начин добијају се целине од четири линије, затим целине од пет линија. Истим поступком додавања целе и прекинуте линије коначно се добија шест линија, то јест 64 хексаграма.
Овај, такозвани „природни редослед”, поставља се традиционално у квадрат 8x8 хексаграма, у којем бројање почиње у доњем десном углу и наставља се до доњег левог угла, затим поново започиње са десне стране али у другом реду и наставља се до леве стране и тако даље.

### Линије
Постоје две врсте линија: „Чврста” или цела и „Прекинута” или пропустљива.
- Чврста или цела линија
- Прекинута или пропустљива линија

Линија чини саставни део триграма (три линије = један триграм), а два триграма чине један хексаграм, тако да је сваки од шездесет четири хексаграма (Симбола на којима се заснива предсказање) састављен је од два триграма, односно од шест линија.

### Триграми
Од две врсте линија, чврсте  и пропустљиве  могуће је оформити само осам триграма. Сваки хексаграм се састоји од два триграма, а они се налазе у међусобном променљивом складу и нескладу, и тим међусобним односом они сачињавају симбол и значење хексаграма. Ако се два триграма налазе у хармоничном, присном односу, хексаграм ће бити симбол пријатног или симбол среће, а ако између њих постоји несклад, онда он симболизује нешто непријатно и несрећно.
Сви други међусобни односи два триграма творе мноштво међу симбола.
Постоје четири важна или главна хексаграма, и они имају изузетан значај и тумачење.
 Први 乾 Qian који је састављен од два триграма Qian или од шест чврстих линија.
 Други 坤 Kun који је састављен од два триграма Kun или од шест попустљивих линија.
 Једанаести 泰 Tai који чини триграм Kun изнад триграма Qian или три узастопне пропустљиве линије изнад три узастопне чврсте линије.
 Дванаести 否 Pi, који чини триграм Qian изнад триграма Kun или три узастопно чврсте линије изнад три узастопно пропустљиве линије.
Ови четири хексаграма имају изузетан значај.
- Први Qian, је састављен само од јанга, и самим тим изузетно позитиван и креативан.
- Други Kun, састављен је само од јина, и представља врхунац пасивног прихватања.
- Трећи и четврти су састављени од једнаких делова јанга и јина, и то не измешаних већ у непосредном додиру.
- Tai, нормално има најчвршћу могућу основу за издржавање три пропустљиве линије, и самим тим има позитивно значење.
- Pi, насупрот Tai-у има три чврсте, јаке линије које притискају три пропустљиве линије, и веома је неповољног значења.

Овај пример међусобних односа два триграма у хексаграму јасно нам показује један од метода тумачења хексаграма.
Хексаграми се увек читају одоздо ка горе, или од дна према врху, тако да је на линија дну линија број 1, а линија на врху линија број 6.
Сматра се да је доњи, нижи триграм први, а да му виши следи. Поред доњег, првог и горњег другог триграма, сваки хексаграм садржи и још два средишња испреплетена триграма, од којих је први састављен од линија 2, 3 и 4, а други од линија 3, 4 и 5.

### Хексаграми
Комбиновањем осам триграма добија се табела са 64 хексаграма од којих сваки има своје име, број, значење и тумачење.
На табели су, слева надесно, у првом водоравном реду, и одозго надоле у првом хоризонталном реду поређани триграми:
乾 Qian — Небо 震 Zhen — Грмљавина 坎 Kan — Вода 艮 Gen — Планина 坤 Kun — Земља 巽 Xun — Ветар 離 Li — Ватра 兌 Dui — Језеро

乾 Qian — Небо
 震 Zhen — Грмљавина
 坎 Kan — Вода
 艮 Gen — Планина
 坤 Kun — Земља
 巽 Xun — Ветар
 離 Li — Ватра
 兌 Dui — Језеро